# Кууку-їмітірська мова
Кууку-їміті́рська мо́ва — одна з мов австралійських аборигенів, традиційна мова народу кууку-їмітірр на крайній півночі штату Квінсленд в Австралії. Кууку-їмітірська мова належить до пама-ньюнгської мовної родини. Більшість носіїв цієї мови сьогодні проживають у громаді Хоуп-Вейл (Квінсленд), розташованій приблизно за 46 кілометрів (29 миль) від Куктауна (Квінсленд). Проте станом на червень 2020 року лише близько половини народу кууку-йімітірр розмовляє цією мовою. У зв'язку з цим робляться зусилля щодо навчання цієї мови дітей. Кууку-імітірська мова є джерелом слова «кенгуру» (гангурру).

## Назва
Слово «куку» означає «мова». «куку»/«гугу». Слово «їмітірр» (або «юмутірр») означає «їмі-володіючий» («їмі» — слово, що означає «це»). Використання слова «йі(-ми)», а не будь-якого іншого слова, що означає «це», розглядалося як відмінна риса кууку-імітирської мови. Практика іменування, заснована на якомусь відмітному слові, зустрічаються в багатьох інших мовах.
Варіанти назви: «гого-йіміджир», «гугу-йімідхірр», «гугу-йімідхірр», «гугуйіміджир» (використовується етнологами), «гугу-іміджир», «кукуімідір», «кокуіміджі», «коку-мідір», «Куку-йімідхірр».

## Ареал
Початкова територія племені кууку-йімітірр простягалася на північ до гирла річки Джіні, де воно межувало з кууку-ньігууджі; на південь до річки Аннан, де воно межувало з яланджі, що говорять на кууку; на захід воно межувало з тими, хто розмовляє мовою, званою кууку варра (буквально «погана розмова») або Лама-лама. Сучасне місто Куктаун розташоване на території кууку-імітірр.
Однак станом на початок XXI століття більшість носіїв кууку-імітірської мови проживали в місії в Хоуп-Айленд.
Спочатку кууку-імітірська мова складалася з кількох діалектів, хоча навіть назви більшості з них зараз забуті. Сьогодні розрізняють два основні діалекти: прибережний діалект, званий дхалундхірр («біля моря»), і внутрішній діалект, званий вагууррга («зовні»). Християнські місіонери використовували прибережний діалект для перекладу гімнів та біблійних історій, тому деякі з його слів тепер мають релігійні асоціації яких немає у сухопутних аналогах. Колись існував також діалект нгегуді (гугу-ньігуудьї), який не був підтверджений.
У 1770 році кууку-йімітірр став першою мовою австралійських аборигенів, яка була записана на папері, коли лейтенант (пізніше капітан) Джеймс Кук із командою записували слова, поки їхній корабель Барк «Індевор» ремонтувався після того, як сів на мілину у Великого Бар'єрного рифу. Джозеф Бенкс описав цю мову як «абсолютно відмінну від мови остров'ян; він більше був схожий на англійську за своєю різкістю, хоча його й не можна було назвати різким».
Серед записаних слів були «кенгуру» або «кенгуру» (IPA: /ɡaŋuru/), що означає великого чорного або сірого кенгуру, яке згодом стало загальним англійським терміном для всіх кенгуру, і «дигул» (транскрибується Бенксом як «Je-Quoll»).
Сідней Паркінсон, що супроводжував Дж. Кука, навів корисний список слів у своєму посмертно опублікованому щоденнику — щоденнику пригод Південними морями.

## Лінгвістичні риси

### Голосні
|        | Передні | Задні |
| ------ | ------- | ----- |
| Високі | i iː    | u uː  |
| Низькі | a aː    | a aː  |

Коротке /u/ може бути сприйняте як неокруглений [ɯ], а ненаголошений /a/ може бути скорочений до [ә].

### Згідні
|             | Периферальні  | Периферальні       | Ламінальні | Ламінальні  | Апікальні    | Апікальні |
| Губно-губні | Задньоязикові | Середньопіднебінні | Зубні      | Альвеолярні | Ретрофлексні |           |
| ----------- | ------------- | ------------------ | ---------- | ----------- | ------------ | --------- |
| Ударні      | b             | ɡ                  | ɟ          | d̪           | d            | ɖ         |
| Назалізація | m             | ŋ                  | ɲ          | n̪           | n            | ɳ         |
| Бічні       |               |                    |            |             | l            |           |
| Ротичні     |               |                    |            |             | r            | ɻ         |
| Напівгласні | w             | w                  | j          |             |              |           |

Зупинки зазвичай глухі і без придихання на початку і після коротких голосних, а також вимовляються після приголосних і довгих голосних. У ретрофлексних [ɖ, ɳ] може бути однієї фонеми, але кластери /ɻd, ɻn/. [ɖudaː] або [ɖuɖaː].
Ротичний звук /r/ зазвичай є одноударним [ɾ], але може бути дрижачим у виразній мові.

### Фонотактичні
Всі слова у цій мові, за винятком пари вигуків, починаються з однієї приголосної. Згодна може бути смичною, носовою або напівгласною (тобто /l, r, ɻ/ спочатку не зустрічається). Слова можуть закінчуватися як на голосний, так і на приголосний звук. Допустимі приголосні наприкінці слова — /l, r, ɻ, j, n, n/.
У словах може зустрічатися будь-яка приголосна, а також групи з трьох приголосних, які не можуть зустрічатися ні на початку, ні наприкінці.

## Граматика
Як і в багатьох австралійських мовах, займенники кууку-їмітірської мови мають морфологію знахідного відмінка, тоді як іменники мають морфологію ергатива. Тобто підлягає неперехідного дієслова має таку ж форму, як і підлягає перехідного дієслова, якщо підлягає займенником, але ту форму, як й об'єкт перехідного дієслова інакше.
Незалежно від того, чи використовуються іменники чи займенники, звичайний порядок речень — суб'єкт — об'єкт — дієслово, хоча можливі й інші порядки слів.
Ця мова примітна тим, що в ній використовуються чисто географічні напрямки (північ, південь, схід, захід), а не егоцентричні (ліворуч, праворуч, вперед, назад), хоча така «чистота» заперечується.

## Збереження
Станом на червень 2020 року лише близько половини з 1400 жителів народу кууку-їмітірр розмовляють цією мовою, причому в основному вільно розмовляють лише люди похилого віку. Старійшини Хоуп-Вейла допомагають створювати відеоуроки з викладання кууку-імітірської мови, які завантажуються на відеохостинг YouTube, а в місцевій школі Хоуп-Вейл, Австралійської академії корінних народів Кейп-Йорка є мовна програма. Оскільки під час пандемії COVID-19 в Австралії школи були закриті, а навчання велося вдома з використанням онлайн-відео, дорослі, а також молодші брати та сестри вивчали мову разом із школярами.

## Запас слів
Деякі слова з кууку-їмітірської мови, написані авторами цією мовою, включають :
- Balingga — єхидна
- Birri — річка
- Bubu — суша
- Buurraay — вода
- Gangurru — кенгуру
- Gulaan — опосум
- Guuju — риба
- Jijirr — птах
- Munhu — трава
- Nanggurr — будинок або табір
- Ngalan — Сонце
- Thaarba — змія
- Wantharra nyundu? — Як ти?